# Polom (Tone Čufar)
Polom: Drama v treh dejanjih Toneta Čufarja prikazuje aktualne probleme iz življenja delavcev in nezdravo stanje strokovnega vodstva. Bila je velikega pomena za delavsko gibanje. K pisanju drame so Čufarja vzpodbudile takratne razmere v jeseniški železarni, zato si je ob izidu  nakopal veliko jezo oblastnikov, sindikalistov in kapitalistov, ki so v orisu literarnih oseb prepoznali konkretne posameznike. 

## Objava in uprizoritve
To je prva Čufarjeva drama v knjižni obliki.  Prvič jo je uprizorilo Delavsko kulturno društvo Enakost leta 1934 na Jesenicah v Delavskem domu, v režiji Alfonza Oblaka. Posodobljene uprizoritve je doživela še leta 1954 in 1975. Uprizorili so jo tudi ob stoti obletnici Čufarjevega rojstva v proizvodni hali jeseniškega Acronija.

## Osebe
- Oskar Brum, upravnik podružnice stavbnega podjetja Kremen
- Melita, njegova žena
- Olga Kregar, tajnica
- Albin Perne, nadzornik
- Gregor Kos, sluga
- Lojze Rojnik, zastopnik Delavskega zaščitnega urada
- Rupnik, Ogris, Jurman, delavski zaupniki
- Delavci, žene, otroci, nočni čuvaj

## Vsebina

### Prvo dejanje
Rojnik zastopa pravice delavcev Kremena, ki zahtevajo svoje plače. V resnici pa to počne le navidez, saj spretno izigrava delavce proti upravi in obratno. Ljubimka z upravnikovo ljubico, nato se vname še za njegovo soprogo. Denarja za plače ni, prav tako pa ne navodil iz centrale. Brum in Rojnik se dogovorita, da bosta delavce potolažila s pisnim jamstvom o izplačilu in z obljubo, da mezd ne bodo znižali. Brum se odpelje v mesto, da bi v centrali poizvedel, kakšen je položaj, upravo pa izroči nadzorniku. Rojnik odide pomirit delavce, nadzornik pa se šopiri v pisarni.

### Drugo dejanje
Nadzornik odpusti nekaj upornih delavcev z najostrejšim Jurmanom na čelu, kar razburi preostale delavce. Rojnik jih napoti k nadzorniku, medtem pa se zamoti s koketno Matildo. Ljubosumna Olga Jurmanu pove, da podjetju grozi polom. Delavci to izvedo in svojo jezo obrnejo proti Rojniku, ki naj bi jih izdal, a jih ta spretno obvlada in naščuva proti Pernetu. Delavska žena še pove, da jo je pijani nadzornik obrcal, tako da množica krene nadenj, Rojnik pa si veselo mane roke.

### Tretje dejanje
Rojnik pretepenemu nadzorniku svetuje, naj kazni prekliče in odpuščene delavce ponovno zaposli, upornega Jurmana pa naj izroči orožnikom kot povzročitelja pretepa. Perne je poslušen in ponižen do Rojnika, do gospe Brumove pa klečeplazno kavalirski. Brum se vrne iz mesta ter najde pijanega nadzornika, ženo pa v Rojnikovem objemu. Hitro jo odpravi z denarjem, saj mu je v resnici mar le za Olgo. Delavski delegaciji sporoči odločitev uprave: podjetje se je rešilo hudih težav, poloma ni, denar za plače pa pride jutri, a tovarna bo izplavala le, če se znižajo plače. Med delavci zahrumi, saj so bili prevarani, znižanja plač pa zaradi že tako nevzdržnih razmer ne morejo sprejeti. Rojnik jih miri in poziva k civiliziranemu dogovoru, a delavci ga naženejo, saj so spoznali njegovo izigravanje. Sporazum med kapitalom in delom ni mogoč, odslej se bosta soočala direktno, brez posrednikov.

## Literarna zgodovina
Drama je v socialističnem tisku sprožila oster odziv in je nastala kot odmev na tedanjo kapitalistično gospodarsko krizo. Avtor se ni toliko poglabljal v problematiko družbenih razredov, temveč je neposredno slikal življenjska nasprotja. Postavil se je na stran delavcev, na stran mladega Jurmana, ki ne priznava mešetarskih posrednikov in veruje v delavsko enakopravnost.
Zadravec navaja Borisa Kidriča, ki je ob izidu Poloma Čufarju očital preveč zunanje tendenčnosti, saj bi se moral kot socialni realist zavedati, da je pogoj za proletarsko umetnost odklanjanje idealistične tendenčnosti.

## Kritike in poročila
Drama Polom je v socialističnem tisku sprožila oster odmev.
- I.C.: Tone Čufar: Polom. Svoboda 7/1 (1935). 27.
- Bojan Čebulj: "Polom" in njegova predelava. Gledališki list Jesenice 55/1 (1954). 10–13.
- Anton Debeljak: Tone Čufar: Polom. Drama v treh dejanjih. Založila "Ekonomska enota", Ljubljana 1934. Življenje in svet 17/11 (1935). 303.
- B.J.: Tone Čufar: Polom (Slom), radnička drama u tri čina. Izd. Ekonomska enota, Ljubljana 1934. Književni horizonti 2/6-7 (1935). 171–172.
- Boris Kidrič: Tone Čufar: Polom. Književnost 3/1–2 (1935). 66–68.
- Boris Kidrič: Tone Čufar: Polom. Književnost 3/3 (1935). 105–108.
- Boris Kidrič: Tone Čufar: Polom. Književnost 3/4 81935). 154–156.
- Boris Kidrič: Tone Čufar: Polom. Slovenski poročevalec 14/92 (1953). 5.
- Vinko Košak: Tone Čufar: Polom; Drama v treh dejanjih. Ljubljanski zvon 55/3 (1935). 161–162. dLib
- Čedomir Minderović: "Polom", drama u tri čina od Toneta Čufara. Izd. "Ekonomska enota" Ljubljan. Igrano prvi put u Jesenicama 26 in 27 maja 1934 u Delavskem domu. Nedeljne informativne novine 1/6 (1935). 7.
- Milena Mohorič: Tone Čufar: Polom. Drama v treh dejanjih. Ekonomska enota. Ljubljana 1934. Leposlovna biblioteka I. Modra ptica 6/7 (1934–1935). 211–213.
- oe: Tone Čufar: Polom. Delavska enotnost 13/31 (1954). 5.
- Ivan Sedej in Alfonz Oblak: Ne razburjajte se! Književnost 3/3 (1935). 1.
- Ivan Sedej in Alfonz Oblak: Tone Čufar: Polom. (Drama v treh dejanjih.) Slovenec 63/6 (1935). 4.
- Anton Tanc: Tone Čufar: "Polom". Delavska politika 9/102 (1934). 4.
- Polde Ulaga: "Polom" Toneta Čufarja na jeseniškem odru. Ljubljanski dnevnik 6/186 (1954). 3.
- Polde Ulaga: Uprizoritev Čufarjevega "Poloma" pred dvajsetimi leti... in ob jeseniškem prazniku. Železar 3/4–6 (1954). 80–82.
- A.Z-ko.: Nekaj besed, da se spoznamo! Delavska politika 10/3 (1935). 4.
- Janez Zadnikar: Čufarjev "Polom". Začetek sezone v amaterskem gledališču "Tone Čufar" na Jesenicah v znamenju proslavitve petih jubilejev. Delo 17/247 (1975). 8.